# Stockholm Bromma repülőtér
A Stockholm Bromma repülőtér (IATA: BMA, ICAO: ESSB) Svédország egyik nemzetközi repülőtere, amely a svéd főváros, Stockholm közelében található. Éves utasforgalma 2 501 589 fő (2018).

## Futópályák
A repülőtér futópályái:
- 12/30 (1668 m, 45 m, aszfalt)

## Forgalom
Az utasforgalom az elmúlt években az alábbi módon változott:
| Utasok száma | 1 346 991 | 1 805 583 | 1 972 269 | 2 184 216 | 2 279 567 | 2 379 764 | 2 506 750 | 2 501 589 | 479 400 | 1 119 102 |
|              | 2005      | 2007      | 2009      | 2011      | 2013      | 2014      | 2016      | 2018      | 2020    | 2022      |